# لور دين (بيدفوردشير)
لور دين (بالإنجليزية: Lower Dean)‏ هي قرية تقع في المملكة المتحدة في شرق انجلترا.